# Абук
Абук — первая женщина в мифах народа динка Южного Судана, а также народа нуэр из Южного Судана и Эфиопии, где она известна под именами Бук и Акол. Она единственная широко известная женщина в мифологии динка. Абук является покровительницей женщин и богиней садоводства. Её символы — змейка, овца и Луна.
По легенде, Абук создана из жира богом Ньяличем (в некоторых источниках Денгдитом). Её мужем является Гаранг. У неё трое детей — дочь и два сына. Согласно мифам, Абук нарушила закон богов, тем самым привлекла множественные беды на людей.
Абук и Гаранг — два самых распространённых имени у народа динка.